# بانیو
بانیو (به فرانسوی: Bagnot) یک کمون در فرانسه با جمعیت ۱۲۷ نفر است که در Canton of Seurre واقع شده‌است.